# Loralai
Loralai é uma cidade do Paquistão, capital do distrito de Loralai, província de Baluchistão.

## Demografia
- Homens: 18.517
- Mulheres: 13.408

(Censo 1998)